# SIAL
SIAL (zkratka ze slov Sdružení inženýrů a architektů v Liberci, kterou vymyslel Otakar Binar) byl liberecký architektonický ateliér, založený architekty Otakarem Binarem, Miroslavem Masákem a Karlem Hubáčkem. SIAL existoval oficiálně v letech 1968–1972, ale název byl užíván již dříve i po formálním zrušení SIALu. V roce 1991 byl pod novým vedením obnoven a stal se architektonickou kanceláří s názvem SIAL architekti a inženýři spol. s r.o. Liberec. 
Ateliérem prošli kromě jiných architekti Radim Kousal, Emil Přikryl, Martin Rajniš, Jan Sapák, Ján Stempel, Petr Stolín, Jiří Suchomel a Dalibor Vokáč.

## Realizace původního SIALu
Mezi realizace SIALu patří:
- Kino Máj v Doksech (1959–1963)
- Vysílač na Ještědu (1966–1973)
- Obchodní dům Máj v Praze (1972–1975)
- Obchodní dům Ještěd v Liberci (1970–1979)

### Nerealizované stavby
- Soutěžní návrh na Severní Terasu v Ústí nad Labem (1963)[8]
- Hasičská požární stanice v Ústí nad Labem (1976)[9]

## Realizace obnoveného SIALu
- Palác Syner v Liberci (1998)
- Krajská vědecká knihovna v Liberci (1997–2000)
- Centrum Stromovka v Praze-Holešovicích (2017–2019)
- Budova velvyslance ČR v Budapešti (2000)
- Český pavilon expo 2010 v Šanghaji (2010)
- Univerzitní knihovna a Multifunkční centrum UJEP v Ústí nad Labem (2012)
- Revitalizace Oblastní galerie v Liberci (2013)
- Vila Vlastibořice ve Vlastibořicích (2020)